# 返還
| ウィキペディアには「返還」という見出しの百科事典記事はありません（タイトルに「返還」を含むページの一覧/「返還」で始まるページの一覧）。 代わりにウィクショナリーのページ「返還」が役に立つかもしれません。 |